# Madlax
Madlax (яп. マドラックス мадораккусу) — аниме-сериал, выпущенный в 2004 году студией Bee Train. Снят режиссёром Коити Масимо по сценарию Ёсукэ Куроды, саундтрек к сериалу был создан Юки Кадзиурой. Многократно отмечалась его внешняя схожесть с более ранней работой той же студии — «Noir», и, по словам создателей, оба сериала являются первыми частями задуманной ими трилогии, объединённой общей тематикой «girls-with-guns» (с англ. — «девушки с пистолетами»). Последней частью трилогии стал «El Cazador» (2007). В отличие от «Noir», выдержанного в реалистическом ключе, «Madlax» обычно приписывается к жанрам мистики и сюрреализма, так как многие детали и повороты сюжета зрителям приходится осмысливать без каких-либо дополнительных пояснений. В Северной Америке и Великобритании DVD-версия была выпущена компанией ADV Films, в Австралии и Новой Зеландии её распространением занималась Madman Entertainment.
Сюжет повествует о двух молодых женщинах, которые имеют мало общего между собой и поначалу не знают о существовании друг друга. Наёмница по имени Мадлакс участвует в гражданской войне в стране Газа-Соника. Она не помнит ни своего прошлого, ни своего настоящего имени. Другая главная героиня Маргарет Бёртон — единственная наследница богатой семьи. За 12 лет до начала истории самолёт, в котором летели Маргарет и её мать, разбился в Газа-Сонике. Однако Маргарет, потерявшая память, загадочным образом вернулась в родную страну Нафрецию; единственное слово, которое она запомнила — «Мадлакс». Обе девушки начинают расследовать деятельность преступного синдиката «Анфан» после того, как его таинственный лидер заинтересовался ими обеими.
Сериал назван в честь одной из главных героинь, чьё имя, согласно утверждению режиссёра Коити Масимо, составлено из двух английских слов: «mad» (с англ. — «сумасшедший») и «(re)lax» (с англ. — «успокаиваться, расслабляться»). Причина такого выбора заключена в личности самой героини, остающейся спокойной и отзывчивой к окружающим, несмотря на творящееся вокруг неё и с ней самой безумие гражданской войны. Создание Madlax началось в 2002 году, но окончательную форму сериал приобрёл только после того, как к проекту присоединился Ёсукэ Курода. Хотя критиками отмечалась схожесть между Noir и Madlax, они также признавали отличие между ними.

## Сюжет
Действие сериала разворачивается в 2011 году и в первой половине попеременно освещает сюжетные линии двух главных героинь: Мадлакс — молодой наёмницы, выполняющей опасные задания от заказных убийств до личной охраны в Газа-Сонике (вымышленной стране в юго-западной Азии, где уже двенадцать лет идёт гражданская война между сторонниками короля и религиозной группировкой «Га́лза»), и Маргарет Бёртон — наследницы богатой семьи в вымышленной западноевропейской стране Нафреции. Обе девушки не помнят ничего о своей жизни до 1999 года, когда в Газа-Сонике погибли родители Маргарет. Когда Маргарет находит «книжку с картинками», якобы подаренную ей покойным отцом и вызывающую у окружающих необъяснимые приступы агрессии, ею заинтересовывается международная криминальная организация «Анфан» (фр. Enfant — «Дитя»). Оперативник «Анфан» по имени Карроссэа Дон находит Маргарет, но решает не выдавать её начальству и продолжить слежку. Тем временем бывшая учительница Маргарет Ванесса Рене, чьи родители также погибли в начале войны в Газа-Сонике, обнаруживает, что её нынешний работодатель «Bookwald Industries» нелегально поставляет оружие обеим воюющим сторонам, и начинает расследование, которое приводит её в Газа-Сонику. Вдвоём с Мадлакс, нанятой её телохранительницей, они обнаруживают доказательства, что войну в стране намеренно разжигает «Анфан», но вынуждены бежать от агентов организации.
Маргарет решается помочь Ванессе и направляется на поиски в Газа-Сонику в компании своей преданной горничной Элеоноры Бейкер и Карроссэа. Сопоставив имеющуюся у них информацию, Маргарет и Ванесса отправляются на поиски Кванзитты Марисон, пророчицы одного из отдалённых поселений Газа-Соники, предположительно знающей о «книжке с картинками» Маргарет и о целях «Анфан». Кванзитта объясняет им, что глава «Анфан», Пятница Понедельник, обладает сверхъестественными способностями и намеревается развязать мировую войну, используя три магических книги-артефакта, одной из которых владеет Маргарет, а две другие хранятся у Кванзитты и у самого Понедельника. Используя свои собственные латентные сверхъестественные способности и книгу, Маргарет пытается восстановить свою память, но в последний момент останавливается. Карроссэа, тоже страдающий потерей памяти, продолжает ритуал и узнает, что на самом деле погиб двенадцать лет назад, защищая Маргарет, но сверхъестественным образом смог продолжить существование, чтобы найти её снова. Осознание этого убивает Карроссэа, а Маргарет находит и подчиняет себе Понедельник, намереваясь использовать её способности в своих целях.

Три «ипостаси» Маргарет Бёртон

В отсутствие Маргарет и Карроссэа на Мадлакс нападает Лимельда Йорг, снайпер королевской гвардии Газа-Соники, преследующая её почти с начала сериала, и непреднамеренно убивает Ванессу, сама получив тяжёлое ранение в перестрелке. Мадлакс подкошена смертью Ванессы, но Элеонора и прислужница Кванзитты Нахаль убеждают её помочь им спасти Маргарет. Во время штурма убежища Понедельника Элеонора погибает от ран, а Маргарет по приказу Понедельника стреляет в Мадлакс. Покончив с врагами и завладев тремя книгами, Понедельник начинает магический ритуал с целью стереть все нравственные нормы человечества и ввергнуть его в хаос и войну, которые он считает его естественным состоянием. Однако к Маргарет, наконец, возвращается память, и она не даёт ему его завершить. Выясняется, что в 1999 году под воздействие этого же ритуала попала Газа-Соника и в том числе — отец Маргарет, который застрелил Карроссэа, прежде чем Маргарет, защищаясь, застрелила его самого. Чтобы защитить себя от осознания своего греха, семилетняя Маргарет в последний момент разделила саму себя на три отдельных существа — Маргарет (невиновную в убийстве), Мадлакс (спустившую курок), и Летицию (сохранившую память и изгнанную из материального мира). Маргарет признаёт себя отцеубийцей, что позволяет ей воссоединиться с двумя другими своими «ипостасями» и остановить безумный ритуал Понедельника, которого вскоре находит и убивает Мадлакс. Выясняется, что Маргарет снова разделила себя натрое, рассудив, что за двенадцать лет её «ипостаси» получили право жить, как сами того захотят.

## Создание

### Сценарий
По словам Коити Масимо, он рассматривал Noir и Madlax как часть трилогии в жанре girls-with-guns и вскоре после выпуска подтвердил своё намерение создать третью часть, которой стала El Cazador de la Bruja. В конце 2002 года Масимо пригласил Сигэру Китаяму, продюсера Noir, для обсуждения новой части серии под названием Madlax. Китаяма существенно дополнил оригинальный сценарий Масимо, а впоследствии работу над сценарием возглавил Ёсукэ Курода. Работа над всем сериалом заняла около года, в течение которого Масимо активно способствовал внедрению в сюжет собственных идей Куроды. Курода признавал, что, получив приглашение Масимо, он чувствовал себя неловко из-за того, что его первый проект был отвергнут издателем, и поэтому он решил сделать сериал Madlax «по-настоящему экстравагантным», смешав в нём различные жанры. Коити Масимо в свою очередь признавал, что многие сюжетные повороты, например связь Маргарет и Мадлакс, были придуманы им и Куродой в состоянии алкогольного опьянения.

### Дизайн персонажей
В Madlax, в отличие от Noir, присутствует гораздо больше основных персонажей, включая мужских. В оригинальном сценарии, написанном Масимо и Китаямой, это было не так; например, слово «Мадлакс» было прозвищем Маргарет, а Чарли (коллега Ванессы) был одним из главных героев подобно Спиди в аниме Avenger. После переписывания сценария Куродой у персонажей сохранились только их первоначальные имена. Над персонажами «Madlax» работали три дизайнера: Сатоси Осава (яп. 大澤聡) создал центральных героинь, в частности, Маргарет и саму Мадлакс, Минако Сиба (яп. 芝美奈子), некогда принявший участие в работе над «Noir», рисовал агентов Enfant во главе с Пятницей Понедельником и Карроссэа Доном, а Сатоко Мияти (яп. 宮地聡子) занималась «загадочными» персонажами — Летицией и Пупе. Рецензент журнала «АниМаг» замечает, что схожесть персонажей «с главными героинями сериала „Noir“ налицо. Причём в прямом смысле. Внешне Кирика (из „Noir“) похожа на Маргарет Бёртон (из „Madlax“), а Мирель — на Мадлакс».

### Музыка
Полный саундтрек сериала Madlax, как и в случае с большинством других работ студии Bee Train, был создан Юки Кадзиурой; он стал пятым совместным проектом Кадзиуры и Коити Масимо. В интервью Кадзиура вспоминала, что смена места работы помогла ей в изучении различных музыкальных стилей, и что ей удалось минимизировать расходы студии.
Кадзиура и дуэт FictionJunction Yuuka вместе записали открывающую и закрывающую темы сериала — «Fragments of an Eye»  (яп. 瞳の欠片  Хитоми но Какэра) и «Inside Your Heart» соответственно, — а также две песни для самого аниме: «nowhere» и «I’m here». Песня «Fragments of an Eye» помимо начала каждой серии звучит в конце 18-й серии и в 24-й, когда Маргарет, находясь на цветочном поле, напевает её.
В песне «nowhere» часто повторяется рефрен «Yanmaani» (яп. ヤンマーニ  Ямма:ни). Особого значения он не имеет, однако в связи с тем, что песня обычно играет тогда, когда Мадлакс дерётся, «Yanmaani» стал своеобразной шуткой поклонников сериала, утверждавших, что её звучание наделяет Мадлакс сверхспособностями.

## Тематика
Как и в большинстве аниме-сериалов подобной продолжительности и жанра, в «Madlax» поднимается сразу несколько немаловажных философских и психологических тем. Лейтмотивом, проходящим сквозь большую часть серий «Madlax», является противоречие самого понятия гражданской войны и её разрушительные воздействия на жизни случайных людей. Постоянно контрастируя Нафрецию и Газа-Сонику в первой половине сериала, авторы показывают следствия бесконтрольного насилия, убийства и беззакония. Практически каждая из ранних серий рассказывает собственную историю о том, как ломаются человеческие жизни в жерновах войны, а позднее на этом фоне проступают более масштабные истории жизни Мадлакс, Лимельды Йорг и Ванессы Рене. В интервью режиссёр Масимо подчеркнул, что «эта история изображает внутренние переживания людей и показывает разницу между жизнью в безумном и мирном местах».
Сюжет «Madlax» можно рассматривать также и на уровне личных исканий и самопознания Маргарет Бёртон, являющейся, как уже было упомянуто, центральным персонажем сериала. Основываясь на известных ей как композитору названиях в «меню Масимо», Юки Кадзиура выдвинула теорию, что в своём поиске утраченной памяти Маргарет знакомится с каждым из основных персонажей («привратников») и аспектами жизни («вратами»), которые они олицетворяют, чтобы в итоге найти свои собственные «врата», то есть свою новую личность взамен утраченной 12 лет назад.

Мадлакс и Ванесса

Хотя сериал открыто не изображает лесбийские отношения, он всё же снискал себе определённую славу среди поклонников жанра «юри», вслед за куда более очевидным с этой точки зрения «Noir». Единственным источником спекуляций юри-фэндома в сериале становятся отношения между Мадлакс, Ванессой Рене и Лимельдой Йорг, отчасти повторяющие «любовный треугольник» между Кирикой Юмурой, Мирель Буке и Хлоэ соответственно. В «Noir» конфликт был в итоге разрешён убийством (пусть и не совсем умышленным) одной из девушек двумя другими. Отношения между Маргарет и Мадлакс никогда не заходят дальше обоюдного признания друг за другом права существовать.

## Издания
Впервые сериал транслировался в Японии по телеканалу TV Tokyo с 5 апреля по 27 сентября 2004 года, по вторникам во втором часу утра, то есть формально в понедельник ночью. Незадолго до окончания трансляции лицензию на распространение сериала в США и Европе приобрела североамериканская компания ADV Films, также владеющая правами на распространение «Noir» и «.hack//SIGN». Англоязычное DVD-издание от ADV Films состоит из семи дисков, первый из которых поступил в продажу 12 апреля 2005 года, а последний — 28 марта 2006 года; полное издание вышло 17 июля 2007 года. Сериал получил в США ограничение по возрасту TV-14 («только с четырнадцати лет»), однако для кабельных сетей оно было снижено до TV-PG («детям рекомендуется смотреть фильм с родителями»). «Madlax» был первым сериалом, на котором режиссёр и продюсер ADV Films Дэвид Уильямс испытывал технологию распространения рекламных материалов по файлообменной сети Bittorrent. С 1 сентября 2009 года права интеллектуальной собственности на все продукты из каталога ADV, включая Madlax, были переданы компании AEsir Holdings; право на распространение было приобретено Section23 Films.
Североамериканское DVD-издание включает в себя дополнительные материалы на английском языке, в частности, пародию Conversations with SSS и live action видео Sock Puppet Theater.
C 7 февраля 2006 года сериал транслировался в США по кабельному телеканалу Anime Network (принадлежащему компании A.D. Vision — владельцам ADV Films) по вторникам с 20:00 по 20:30 (также каждая серия повторяется в 23:00 того же дня и в 19:30 следующего вторника). Возможно, в связи с завершением издания сериала на DVD, последовательный показ по телевидению был прерван 4 апреля, и вплоть до 27 июня транслировались только повторы первых восьми серий. 1 августа сериал снова был «перезапущен», и в настоящий момент (сентябрь 2006) трансляция планируется к завершению 23 января 2007 года. В России сериал не транслировался и не издавался (на сентябрь 2006).
Компания Madman Entertainment, ранее лицензировавшая Noir, приобрела права на распространение сериала Madlax в Австралии и Новой Зеландии; в период с 20 июля 2005 года по 26 июля 2006 года были выпущены семь DVD-дисков. Полная коллекция вышла 4 апреля 2007 года.
Графический альбом «MADLAX the Bible» (рус. «Библия Мадлакс», ISBN 4-89425-375-5) с дополнительными иллюстрациями к сериалу поступил в продажу в Японии 21 мая 2005 года. Он был выпущен компанией Hobby Japan. Помимо цветных и чёрно-белых иллюстраций, в 95-страничном альбоме содержатся интервью с авторами и сэйю сериала, а также другая дополнительная информация о «Madlax» на японском языке. За пределами Японии альбом не издавался.
По мотивам сериала были созданы восковые фигурки, известные как «Madlax with Guns» и изображающие Мадлакс с двумя пистолетами SIG P210. Полистоновая статуэтка, названная «Madlax», вышла в продажу в августе 2007 года. В Японии в комплекте с ограниченным изданием DVD-сборника поставлялись футболки с логотипом Madlax, а первые альбомы с оригинальным саундтреком шли в комплекте с ковриком для мыши.

## Музыка
Саундтрек к сериалу, как и ко многим другим работам студии Bee Train (прежде всего, к «Noir»), сочинила знаменитая Юки Кадзиура, однако на сей раз частично в соавторстве с Юкой Нанри. Их дуэт, известный как FictionJunction YUUKA, написал как заглавную песню сериала «Хитоми но Какэра» (яп. 瞳の欠片 Hitomi no Kakera, «Осколки зрачка»), непосредственно связанную с его сюжетом, так и закрывающую «Inside Your Heart» (с англ. — «Внутри твоего сердца»), а также песни-вставки «Nowhere» (с англ. — «Нигде») и «I’m Here» (с англ. — «Я здесь»).
Полный саундтрек сериала вышел в 2004 году на двух альбомах, выпущенных Victor Entertainment; первый альбом был выпущен 21 июля, а второй — 22 сентября. Также свет увидели два сингла «Хитоми но Какэра» и «Inside Your Heart», содержащие полные (то есть не полутораминутные, как в самом сериале и на «полновесных» альбомах саундтрека) версии заглавной и закрывающей песен и по одной песне-вставке каждый. Песни были выпущены 8 мая и 7 июля 2004 года соответственно и впоследствии вошли в дебютный альбом FictionJunction YUUKA Destination (2005). В целом же критики и поклонники «Noir», ожидавшие столь же богатого музыкального сопровождения и от «Madlax», были несколько разочарованы саундтреком сериала. Первый альбом саундтрека занял лишь 56 строчку в японском чарте Oricon, а второй альбом — 118-ю.
| №   | Название              | Длительность |
| --- | --------------------- | ------------ |
| 1.  | «Garza (2:55)»        | 2:55         |
| 2.  | «Nowhere»             | 3:45         |
| 3.  | «Limelda»             | 2:12         |
| 4.  | «Calm day»            | 3:15         |
| 5.  | «Midnight»            | 2:01         |
| 6.  | «A pursuit»           | 2:01         |
| 7.  | «Elenore»             | 4:20         |
| 8.  | «The story begins»    | 2:01         |
| 9.  | «To find your flower» | 2:22         |
| 10. | «No mans land»        | 3:02         |
| 11. | «The day too far»     | 2:16         |
| 12. | «Calm violence»       | 2:40         |
| 13. | «Craddle»             | 1:51         |
| 14. | «Battlefield»         | 2:48         |
| 15. | «Quanzitta»           | 1:59         |
| 16. | «Enfant»              | 2:08         |
| 17. | «In a foreign town»   | 3:14         |
| 18. | «Flame»               | 2:32         |
| 19. | «Dawnlight»           | 2:02         |
| 20. | «Peace in your mind»  | 1:59         |
| 21. | «Margaret»            | 3:14         |
| 22. | «Hitomi no Kakera»    | 4:16         |

| №   | Название             | Длительность |
| --- | -------------------- | ------------ |
| 1.  | «We are one»         | 2:02         |
| 2.  | «Your place»         | 2:22         |
| 3.  | «Open your box»      | 2:44         |
| 4.  | «Fall on you»        | 2:12         |
| 5.  | «Lost command»       | 2:51         |
| 6.  | «Saints»             | 3:52         |
| 7.  | «A plot»             | 2:41         |
| 8.  | «People are people»  | 2:54         |
| 9.  | «Complicated»        | 2:03         |
| 10. | «Cannabinoids»       | 3:33         |
| 11. | «Friday»             | 3:0          |
| 12. | «If i die»           | 2:22         |
| 13. | «Gazth-Sonika»       | 3:02         |
| 14. | «Places of the holy» | 3:32         |
| 15. | «A tropical night»   | 2:17         |
| 16. | «Hearts»             | 2:49         |
| 17. | «Cold»               | 1:59         |
| 18. | «We’re gonna groove» | 3:46         |
| 19. | «Street corner»      | 2:15         |
| 20. | «She’s gotta go»     | 3:01         |
| 21. | «Bank on me»         | 2:20         |
| 22. | «I defend you»       | 1:59         |
| 23. | «MADLAX»             | 3:14         |
| 24. | «Inside your heart»  | 3:45         |

## Критика
В отличие от «Noir», достигшего широкой известности в Японии и за её пределами, несмотря на весьма противоречивые мнения, «Madlax» так и не стал столь же популярен среди поклонников аниме и вызвал куда более сдержанные отзывы у критиков. Хотя последние в целом признавали сюжетную линию сериала более удачной, чем в его предшественнике, «Madlax» неоднократно упрекался во вторичности — в основном, из-за схожести сюжетной завязки и центральных персонажей. Определённую роль сыграли к тому же общая жанровая принадлежность сериалов, внешность двух героинь, а также схожие стили музыкального и графического оформления. Проект оказался в тени «Noir».
| Зрительский рейтинг    | Зрительский рейтинг    | Зрительский рейтинг    |
| (на 6 октября 2010 г.) | (на 6 октября 2010 г.) | (на 6 октября 2010 г.) |
| ---------------------- | ---------------------- | ---------------------- |
| Сайт                   | Оценка                 | Голосов                |
| Anime News Network     | · ссылка               | 1019                   |
| AniDB                  | · ссылка               | 1609                   |

Что касается конкретно сюжета, подавляющее большинство обозревателей сочло первую треть сериала слишком неспешной и часто даже скучной (подобные нарекания вызвал в своё время и весь сюжет «Noir» целиком), однако позднее они же отмечали, что затянутая экспозиция окупается необычным финалом, и обосновывающим её, и превращающим «Madlax» из переделки предшественника в оригинальную работу. Многие критики и зрители, таким образом, бросали просмотр до того, как сериал мог показать себя с лучшей стороны. Критик журнала «АниМаг», напротив, считает, что «практически ни одна серия не является лишней». Рецензент activeAnime.com высоко оценил качественную анимацию и энергичные боевые сцены, отметив, что «нет необходимости полностью понимать [Madlax], чтобы любить». Автор DVD Verdict, признаваясь, что сюжет понять достаточно трудно, написал, что в этом есть своё очарование. Сравнивая «Madlax» с «Noir», обозреватель THEM Anime Reviews написал, что совершенно не сочувствовал персонажам и что сериал не спасают даже элементы боевика и драматические эпизоды. Он оценил сериал как зрелище «раздражающе среднего уровня». Президент Yuricon Эрика Фридман высоко оценила сценарий Куроды, назвав его «лучшим сценарием среди прочих созданных студией Bee Train». Профессиональные обозреватели положительно отозвались об увеличившемся числе харизматичных героев, в частности о мужских (Пятница, Карроссэа, полковник Бёртон), контрастирующих с оперативниками из Noir; одновременно была отмечена бо́льшая детализованность в прорисовке женских персонажей по сравнению с мужскими.
Другие критики отмечали, что сюжет «Madlax» выгодно отличается от «Noir» своей цельностью, то есть каждая серия в нём тесно связана с предыдущими и последующими. Для сравнения, в «Noir» большая часть серий посвящена независимым друг от друга сюжетным аркам. Также в обзорах неоднократно упоминалось, что, несмотря на непримечательное начало, чем ближе сериал приближается к концу, тем интереснее и необычнее он становится — случай, по мнению отдельных обозревателей, прямо противоположный «Noir». Рецензент Mania.com был «приятно удивлён» сильной концовкой и отметил, что при повторном внимательном просмотре в сериале открывается бо́льшая глубина. DVD Talk рекомендует «Madlax» всем поклонникам «Noir» и «Gunslinger Girl».
Обозревателями было признано высокое качество анимации сериала. Тем не менее критике за недостаток реализма подверглись серии, в которых изображён компьютерный взлом. В плане звукового сопровождения Madlax не стал столь инновационным как Noir, обозреватели признали оригинальный саундтрек сочетанием стилей из Noir и .hack//Sign. Английский перевод, выпущенный ADV Films, был положительно оценён за сохранение оригинальной стилистики и участие опытных актёров озвучки; рецензенты даже предполагали, что английские голоса превзошли японский оригинал. Дубляж подвергся также и критике — Карл Кимлинджер из Anime News Network назвал его «несбалансированным и непрофессиональным», ссылаясь на проблемы перевода с одного языка на другой.
Среди прочих причин, повлиявших на скромный коммерческий успех работы, назывались также неконвенционный жанр (мистическая смесь фантастики и строгого реализма, за который некогда хвалили «Noir», не дала сериалу завоевать широкое признание среди фэндомов обоих этих макро-направлений в аниме) и насыщение жанровой ниши, так как к моменту выхода сериала в свет другими студиями, стремящимися повторить успех «Noir», был создан целый ряд тематически схожих работ, выделиться на фоне которых было намного труднее. В Madlax же, пишет Anime News Network, присутствует большое количество жанровых клише.

## Комментарии и примечания
Комментарии
1. ↑  В третьей серии информатор Мадлакс замечает, что гражданская война в Газа-Сонике началась в 1999-м и продолжается вот уже двенадцать лет.
2. ↑  См. статью про Газа-Сонику (яп.), которую читает Маргарет в восьмой серии.
3. ↑  «Меню Масимо» (англ. Mashimo Menu) Юки Кадзиура называет список музыкальных композиций, которые Койти Масимо поручает ей сочинить ещё до полного завершения планирования проекта. Отличительной чертой его «меню» является то, что они состоят из, на первый взгляд, абсурдных, но при дальнейшем рассмотрении тесно связанных с сюжетом аниме названий. См. также посвящённую этому статью Архивная копия от 18 декабря 2007 на Wayback Machine (англ.) на Bee Train Fan Wiki.

Примечания
1. ↑  Clements J., McCarthy H. The Anime Encyclopedia: A Guide to Japanese Animation Since 1917 (англ.). — Revised and Expanded Edition. — Berkeley, CA: Stone Bridge Press, 2006. — P. 388. — ISBN 978-1933330105.
2. ↑  Brenner, Robin E. Understanding Manga and Anime. — Libraries Unlimited, 2007. — P. 321. — ISBN 9781591583325.
3. 1 2 3 4 5  Wong, A. «Bee Train», Newtype USA  / Issues / March 2005 (англ.). Newtype USA (март 2005). Дата обращения: 7 октября 2010. Архивировано 17 мая 2006 года.
4. 1 2 3  Clements J., McCarthy H. The Anime Encyclopedia: A Guide to Japanese Animation Since 1917 (англ.). — Revised and Expanded Edition. — Berkeley, CA: Stone Bridge Press, 2006. — P. 389. — ISBN 978-1933330105.
5. 1 2 3 4  Архивная копия от 8 октября 2010 на Wayback MachineАрхивировано из первоисточника с помощью archive.org.
6. ↑  El Cazador (англ.) // Newtype USA : magazine. — 2007. — April (vol. 6, no. 4). — P. 54—55. — ISSN 1541-4817.
7. ↑  Minako SHIBA (англ.). Anime News Network. Дата обращения: 11 октября 2010. Архивировано 28 января 2011 года.
8. 1 2 3  Брошюра, прилагающаяся к первому выпуску сериала на DVD североамериканским издателем ADV Films. См. Архивная копия от 9 июня 2007 на Wayback MachineАрхивировано из первоисточника 9 июня 2007 года с помощью archive.org.
9. 1 2  Кан, Евгений. Аниме-обзор. Madlax. № 31. АниМаг (2004). Дата обращения: 6 октября 2010. Архивировано из оригинала 17 июня 2012 года.
10. 1 2  Madlax OST I (Media notes). Geneon. {{cite AV media notes}}: |format= требует |url= (справка); Неизвестный параметр |bandname= игнорируется (справка); Неизвестный параметр |mbid= игнорируется (справка); Неизвестный параметр |notestitle= игнорируется (справка); Неизвестный параметр |publisherid= игнорируется (справка)
11. ↑  Kōichi Mashimo (2005) (insert leaflet Staff Talk #3 (Satoshi Osawa)). Madlax Volume 2: The Red Book (Liner notes). Houston, Texas: ADV Films. DMAD/002.
12. ↑  Brenner, Robin E. Understanding Manga and Anime. — Libraries Unlimited, 2007. — P. 144. — ISBN 9781591583325.
13. 1 2  Hattaway, Mitchell. Madlax DVD #1 review. DVDVerdict.com (28 апреля 2005). Дата обращения: 8 ноября 2006. Архивировано 7 февраля 2013 года.
14. ↑  Beveridge, Chris. Madlax DVD #5 review. Mania.com (22 декабря 2005). — «[Limelda's] decision [...] sets her on a path that isn't quite easy to understand but makes a twisted sort of sense. The kind of sense that someone who's grown up in a country torn apart by civil war and bloodshed might be able to come up with.» Дата обращения: 22 сентября 2008. Архивировано 7 февраля 2013 года.
15. 1 2  Friedman, Erica. Yuri Anime: Madlax, Volume 7 (англ.). Okazu. — «It's a magic with no roots in our world, so we have to take everything we're given at face value,... [...] I still maintain that Madlax is the best writing that Bee Train has done. It has the mystery of the .hack series, without the endless meaningless chatter that goes nowhere, the yuri and violence of Noir, the despair and love of Avenger and a story that resolves, unlike all of them.» Дата обращения: 6 октября 2010. Архивировано 28 января 2011 года.
16. 1 2  Morton, Bryan. Madlax Vol. #3 (англ.). Mania.com (24 июля 2006). Дата обращения: 8 октября 2010. Архивировано 28 января 2011 года.
17. ↑  Madlax (TV). Episode titles (англ.). Anime News Network. Дата обращения: 6 октября 2010. Архивировано 28 января 2011 года.
18. ↑  Программа телепередач канала TV Tokyo (яп.) (pdf). Архив Интернета. TV Tokyo. Дата обращения: 6 октября 2010. Архивировано из оригинала 29 февраля 2008 года.
19. ↑  ADV Licenses Madlax (англ.). ICv2 (29 сентября 2004). Дата обращения: 6 октября 2010. Архивировано 28 января 2011 года.
20. ↑  Luther, Katherine. [anime.about.com/od/animenews/a/aa093004.htm ADV Announces MADLAX]. About.com (2 октября 2004). — «'We've been waiting for this show ever since Noir ended,' co-founder Matt Greenfield said.» Дата обращения: 14 марта 2007. Архивировано 24 декабря 2007 года.
21. ↑  Upcoming ADV Releases (англ.). News. Anime News Network (17 февраля 2005). Дата обращения: 31 мая 2013. Архивировано 7 октября 2012 года.
22. ↑  Brenner, Robin E. Understanding Manga and Anime. — Libraries Unlimited, 2007. — P. 149. — ISBN 9781591583325.
23. 1 2 3  Coulter, Bryce. Madlax Complete Collection (Thinpak) - (англ.). Mania.com (29 ноября 2007). Дата обращения: 6 октября 2010. Архивировано 28 января 2011 года.
24. ↑  Madlax (англ.) на сайте Internet Movie Database, ссылка проверена 21 сентября 2006
25. ↑  ADV Bittorrent Test (англ.). Anime News Network (14 июля 2005). Дата обращения: 6 октября 2010. Архивировано 31 января 2011 года.
26. ↑  ADV Films Shuts Down, Transfers Assets To Other Companies. Anime News Network (1 сентября 2009). Дата обращения: 14 мая 2010. Архивировано 5 июля 2018 года.
27. ↑  Hattaway, Mitchell. Madlax DVD #7 review. DVDVerdict.com (20 апреля 2006). Дата обращения: 8 ноября 2006. Архивировано 7 февраля 2013 года.
28. 1 2 3 4 5  Beveridge, Chris. Madlax Vol. #7 (англ.). Mania.com (13 апреля 2006). Дата обращения: 6 октября 2010. Архивировано 28 января 2011 года.
29. 1 2 3 4 5  Martin, Theron. Madlax DVDs 6-7: Sacrifice and Reality (англ.). Anime News Network (5 апреля 2006). Дата обращения: 8 октября 2010. Архивировано 28 января 2011 года.
30. ↑  Программа телепередач канала Anime Network за 7 февраля Архивная копия от 23 июня 2008 на Wayback Machine, 27 июня Архивная копия от 23 июня 2006 на Wayback Machine и 1 августа Архивная копия от 23 июня 2008 на Wayback Machine 2006 года (англ.), ссылки проверены 21 сентября 2006
31. 1 2  Madlax. Madman Entertainment. Дата обращения: 21 января 2008. Архивировано 7 февраля 2013 года.
32. ↑  Madlax the bible (Hobby Japan mook) (яп.). Amazon.co.jp. Дата обращения: 7 октября 2010. Архивировано 4 апреля 2011 года.
33. ↑  MADLAX the Bible. HobbyLink Japan. Дата обращения: 7 июля 2008. Архивировано 7 февраля 2013 года.
34. ↑  Официальный сайт MADLAX the Bible (яп.). Hobby Japan. Дата обращения: 7 октября 2010. Архивировано из оригинала 25 января 2013 года.
35. ↑  Madlax with Guns. HomeMedia4U.com (19 августа 2006). Дата обращения: 11 февраля 2007. Архивировано 7 февраля 2013 года.
36. ↑  Madlax. HobbyLink Japan. Дата обращения: 5 декабря 2007. Архивировано 7 февраля 2013 года.
37. ↑  Madlax DVD #1 with series box and T-shirt (яп.). Amazon.co.jp (21 июля 2004). Дата обращения: 11 февраля 2007. Архивировано 21 декабря 2012 года.
38. ↑  Madlax OST I. CDJapan.co.jp (21 июля 2004). Дата обращения: 20 февраля 2007. Архивировано 7 февраля 2013 года.
39. 1 2  MADLAX O.S.T. (яп.). Victor Entertainment. Дата обращения: 6 июля 2008. Архивировано 1 апреля 2009 года.
40. 1 2  MADLAX O.S.T.2 (яп.). Victor Entertainment. Дата обращения: 6 июля 2008. Архивировано 1 июня 2009 года.
41. ↑  thriller - Tag - Anime - AniDB
42. ↑  Library: Noir (англ.). Anime Academy. Дата обращения: 6 октября 2010. Архивировано из оригинала 28 января 2011 года.
43. ↑  Mays, Jonathan. Sound Decision. Animetoonz, Madlax, His and Her Circumstances (англ.). Anime News Network (28 декабря 2005). Дата обращения: 6 октября 2010. Архивировано 28 января 2011 года.
44. ↑  テレビ東京アニメーション (MADLAX) O.S.T. (яп.). Amazon.co.jp. Дата обращения: 6 октября 2010. Архивировано 11 февраля 2011 года.
45. ↑  テレビ東京アニメーション (MADLAX) O.S.T.2 (яп.). Amazon.co.jp. Дата обращения: 6 октября 2010. Архивировано 30 декабря 2010 года.
46. ↑  Hitomi no Kakera (яп.). Victor Entertainment. Дата обращения: 6 июля 2008. Архивировано 29 августа 2009 года.
47. ↑  Inside Your Heart (яп.). Victor Entertainment. Дата обращения: 6 июля 2008. Архивировано 24 сентября 2015 года.
48. ↑  作品詳細 瞳の欠片 (яп.). Victor Animation Network. Дата обращения: 13 октября 2010. Архивировано 22 июля 2009 года.
49. ↑  作品詳細 inside your heart (яп.). Victor Animation Network. Дата обращения: 13 октября 2010. Архивировано 20 марта 2008 года.
50. 1 2 3  Martin, Theron. Madlax DVD 1 — Review (англ.). Anime News Network (6 мая 2005). Дата обращения: 6 октября 2010. Архивировано 28 января 2011 года.
51. ↑  ＭＡＤＬＡＸ　Ｏ．Ｓ．Ｔ． ＴＶサントラのプロフィールならオリコン芸能人事典 (яп.). Oricon. Дата обращения: 6 октября 2010. Архивировано 18 февраля 2013 года.
52. ↑  ＭＡＤＬＡＸ　Ｏ．Ｓ．Ｔ．２ ＴＶサントラのプロフィールならオリコン芸能人事典 (яп.). Oricon. Дата обращения: 6 октября 2010. Архивировано 19 февраля 2013 года.
53. ↑  Newtype top 10 Anime. Anime News Network. Дата обращения: 24 декабря 2007. Архивировано 28 января 2011 года.
54. ↑  Top Anime in Japan. Anime News Network (29 октября 2001). Дата обращения: 2 октября 2009. Архивировано 28 января 2011 года.
55. ↑  Hattaway, Mitchell. Madlax DVD #2 review. DVDVerdict.com (1 сентября 2005). — «...every new twist only strengthens the plot. Yes, the story is quite complex, but it doesn't appear to be complex just for the sake of being complex. The plot is a big puzzle, but I have a feeling all of the pieces will eventually fall into place.» Дата обращения: 8 ноября 2006. Архивировано 7 февраля 2013 года.
56. 1 2 3  Kimlinger, Carl. Madlax DVD Complete Collection - Review (англ.). Anime News Network (22 августа 2009). Дата обращения: 6 октября 2010. Архивировано 28 января 2011 года.
57. ↑  Jones, Davey C. Madlax: Complete Collection (ADVANCE REVIEW) (англ.). activeAnime. Дата обращения: 6 октября 2010. Архивировано 28 января 2011 года.
58. ↑  Hattaway, Mitchell. Review: Madlax: Sacrifice (Volume 6) (англ.). DVD Verdict (7 февраля 2006). Дата обращения: 8 октября 2010. Архивировано 28 января 2011 года.
59. ↑  Madlax (англ.). THEM Anime Reviews. Дата обращения: 6 октября 2010. Архивировано 28 января 2011 года.
60. ↑  Beveridge, Chris. Madlax DVD #6 review. Mania.com (26 января 2006). Дата обращения: 22 сентября 2008. Архивировано 7 февраля 2013 года.
61. ↑  Carter, Jason. Madlax DVD #1 review. AnimeJump.com (20 июля 2005). Дата обращения: 8 ноября 2006. Архивировано 10 мая 2006 года.
62. ↑  Обзор «Noir» Архивная копия от 30 марта 2008 на Wayback Machine (рус.) на Shounen.ru, ссылка проверена 5 октября 2006
63. ↑  Salandanan, Rommel. Madlax OST I review. ActiveAnime.com (14 ноября 2005). Дата обращения: 27 июля 2007. Архивировано 27 сентября 2007 года.
64. ↑  Martin, Theron. Madlax DVD #2 review. Anime News Network (28 июня 2005). — «The musical scoring, which sounds like a mix of Noir and .hack//SIGN[sic],..» Дата обращения: 8 ноября 2006. Архивировано 14 января 2007 года.
65. 1 2  Morton, Bryan. Madlax Vol. #4 (англ.). Mania.com (28 сентября 2006). Дата обращения: 8 октября 2010. Архивировано 28 января 2011 года.
66. ↑  Обзор «Noir» Архивная копия от 9 января 2008 на Wayback Machine на сайте Sur Anime land, ссылка проверена 26 октября 2006